# Tečići
Tečići (cyr. Течићи) – wieś w Bośni i Hercegowinie, w Republice Serbskiej, w gminie Foča. W 2013 roku liczyła 13 mieszkańców.